# Carl Renz (Geologe)
Carl Renz (* 3. Juni 1876 in Durlach; † 16. Februar 1951 in Athen) war ein Schweizer Geologe und Paläontologe. Er war Professor an der Universität Breslau.

## Leben
Renz studierte Naturwissenschaften in Breslau, München, Paris und Zürich und wurde 1902 promoviert (Beiträge zur Kenntnis des Indiums und Galliums). In Breslau war er Schüler von Fritz Frech. 1909 wurde er Professor in Breslau, nachdem er sich dort im selben Jahr habilitierte (Zur Geologie Griechenlands). Renz ist für Arbeiten zur Geologie Griechenlands bekannt.
Außer in Griechenland und dem östlichen Mittelmeerraum sowie der Schweiz (1914–1924, Lias des Tessin) war Renz zu Forschungsreisen in Tunesien, Ägypten, dem Sudan, Dagestan und Portugal.
1948 begutachtete Renz für die griechische Regierung Projekte zur Wasserversorgung Athens und war zuletzt an der geologischen Landesaufnahme beteiligt. Renz legte umfangreiche Fossiliensammlungen aus Griechenland an und publizierte u. a. über Ammoniten und Brachiopoden aus Griechenland.
Renz gehört im August 1912 zu den 34 Gründungsmitgliedern der Paläontologischen Gesellschaft. Die Universität Athen verlieh Renz den Ehrendoktor und Georg II. den Phoenix-Orden.
Sein Sohn Otto Renz (1906–1992) war auch Geologe.

## Schriften
- Ueber Halobien und Daonellen aus Griechenland nebst asiatischen Vergleichsstücken. In: Neues Jahrbuch für Mineralogie, Geologie und Paläontologie, Jahrgang 1906, I. Band, Tafel III, Stuttgart 1906, S. 27–40
- Die mesozoischen Faunen Griechenlands 1: die triadischen Faunen der Argolis, Palaeontographica, 58, 1911, 1–104, Archive
- Neue griechische Trias-Ammoniten. Verhandlungen der Naturforschenden Gesellschaft in Basel, Band XXXIII, Tafel VI – VIII, Basel 1922, S. 218–255
- Brachiopoden des südschweizerischen und westgriechischen Lias, Abhandlungen der Schweizerischen Paläontologischen Gesellschaft, Band 52, 1932
- Die Tektonik der griechischen Gebirge, Athen, Akademia Athenon 1940
- mit Manfred Reichel: Beiträge zur Stratigraphie und Paläontologie des ostmediterranen Jungpaläozoikums und dessen Einordnung im griechischen Gebirgssystem, Teil 1,2, Eclogae Geologicae Helvetiae, 38, 1945, S. 212–313, doi:10.5169/seals-160634